# Palumbia simulans
Palumbia simulans är en tvåvingeart som först beskrevs av Meijere 1914.  Palumbia simulans ingår i släktet Palumbia och familjen blomflugor. Inga underarter finns listade i Catalogue of Life.